# Cenopalpus sunniensis
Cenopalpus sunniensis är en spindeldjursart som beskrevs av Hasan, Ashfaq, Li, Wakil och Bashir 2004. Cenopalpus sunniensis ingår i släktet Cenopalpus och familjen Tenuipalpidae. Inga underarter finns listade i Catalogue of Life.